# Sretenowo
Sretenowo (mac. Сретеново) – wieś w południowo-wschodniej części Macedonii Północnej w gminie Dojran, przy granicy z Grecją. Położona jest na brzegu jeziora Dojran, w sąsiedztwie wsi Star Dojran.
Według spisu powszechnego z 2002 roku zamieszkana była przez 315 osób w 104 domach.